# Dedicated (The Marshall Tucker Band)
| Recensione | Giudizio |
| ---------- | -------- |
| AllMusic   | [ 1 ]    |

Dedicated è l'undicesimo album della The Marshall Tucker Band, pubblicato dalla Warner Bros. Records nel 1981.
L'album fu dedicato (Dedicated) alla memoria del bassista e membro fondatore del gruppo, Tommy Caldwell.

## Tracce
Lato A
1. Rumors Are Raging – 4:04 (Toy Caldwell, Paul T. Riddle)
2. Tonight's the Night (For Making Love) – 3:52 (George McCorkle)
3. Love Some – 2:49 (Alan Tarney, Trevor Spencer)
4. Silverado – 4:02 (George McCorkle)
5. Something's Missing in My Life – 3:28 (Toy Caldwell)

Durata totale: 18:15
Lato B
1. This Time I Believe – 3:15 (Toy Caldwell)
2. Tell the Blues to Make Off the Night – 4:45 (Toy Caldwell)
3. Special Someone – 3:55 (Toy Caldwell)
4. The Time Has Come – 2:39 (Toy Caldwell)
5. Ride in Peace - Dedicated to Jim and Tommy Caldwell and to All Lost Loved Ones – 3:56 (Toy Caldwell)

Durata totale: 18:30

## Formazione
- Toy Caldwell - chitarre, chitarra steel, accompagnamento vocale
- George McCorkle - chitarre
- Doug Gray - voce solista
- Jerry Eubanks - flauto, sassofono, tastiere, accompagnamento vocale
- Franklin Wilkie - basso, accompagnamento vocale
- Paul T. Riddle - batteria, percussioni, accompagnamento vocale

Ospiti
- Charlie Daniels - fiddle
- Norton Buffalo - armonica

Note aggiuntive
- Tom Dowd - produttore
- Kevin Herron - ingegnere del suono
- Gary Laney - assistente ingegnere del suono
- John D'Amelio - assistente ingegnere del suono
- Joe Foglia - assistente ingegnere del suono
- Registrazione effettuata al Sound Emporium di Nashville, Tennessee
- Mixaggio e masterizzazione effettuata al Criteria Studio di Miami, Florida